# 顺濞镇
顺濞镇，是中华人民共和国云南省大理白族自治州漾濞彝族自治县下辖的一个乡镇级行政单位。
2014年3月3日，云南省人民政府批复同意撤销顺濞乡，设立顺濞镇。

## 行政区划
顺濞镇下辖以下地区：
顺濞村、新村、瓦窑村、小村和哈腊左村。